# Distrito judicial de Cañete
El distrito judicial de Cañete es una división administrativa del Poder Judicial del Perú. Tiene como sede la ciudad de San Vicente de Cañete y su competencia se extiende a las provincias de Cañete y Yauyos del departamento de Lima.

## Historia
Con la creación del Poder Judicial se estableció que el segundo nivel organizativo estaría conformado por las Cortes Superiores de Justicia las mismas que tendrían competencia territorial sobre el departamento de su sede. Sin embargo, en 1991, la Ley Orgánica del Poder Judicial estableció en su  artículo 36 que la competencia de cada Corte Superior estaría determinada por un Distrito Judicial y que estos podrían ser creados y suprimidos por el Consejo Ejecutivo del Poder Judicial en atención a una eficaz administración de justicia y en función de áreas de geografía uniforme, concentración de grupos humanos de idiosincrasia común, volúmenes demográficos rural y urbano, movimiento judicial y la existencia de vías de comunicación y medios de transporte. Es decir, se deja de lado la equivalencia con la organización política del país y se sustenta estrictamente en factores geográficos y estadísticos.
En virtud de dicha orden se crearon los distritos judiciales de Lima Norte, Lima Sur y Chosica separándolos de la jurisdicción del Distrito Judicial de Lima.   Asimismo se crearon los distritos judiciales de Huaura y Cañete separándolos de la jurisdicción del Distrito Judicial del Callao
Los inicios de este distrito judicial se remontan a la creación de la Corte Superior de Justicia de Cañete, la misma que fue creada el 18 de agosto de 1992 por Ley N.º 25680 y se instaló el 4 de diciembre de 1993 durante el Gobierno de Alberto Fujimori.

## Conformación
Consta de una Sala Civil, que cumple la función de sala mixta pues conoce todos los temas civiles, laborales, de familia, contenciosos administrativos y otros, y una Sala Penal. Adicionalmente cuenta con 2 juzgados mixtos en las localidades de San Vicente de Cañete y Mala respectivamente, 3 juzgados penales y seis juzgados de paz letrados.

## Jurisdicción
El Distrito Judicial de Cañete tiene jurisdicción sobre las provincias limeñas de Cañete y Yauyos.